# Pasywiści
Pasywiści, pasywizm – określenie orientacji ugrupowań politycznych, które liczyły na rozwiązanie sprawy polskiej przy pomocy carskiej Rosji i sprzymierzonych z nią w czasie I wojny światowej państw zachodnich. Do ugrupowań tej orientacji zajmujących wobec caratu ugodową postawę należały: Stronnictwo Demokratyczno-Narodowe, Stronnictwo Polityki Realnej oraz inne ugrupowania, które w 1915 r. zrzeszyły się w Międzypartyjnym Kole Politycznym.